# John Taylor (Dichter)

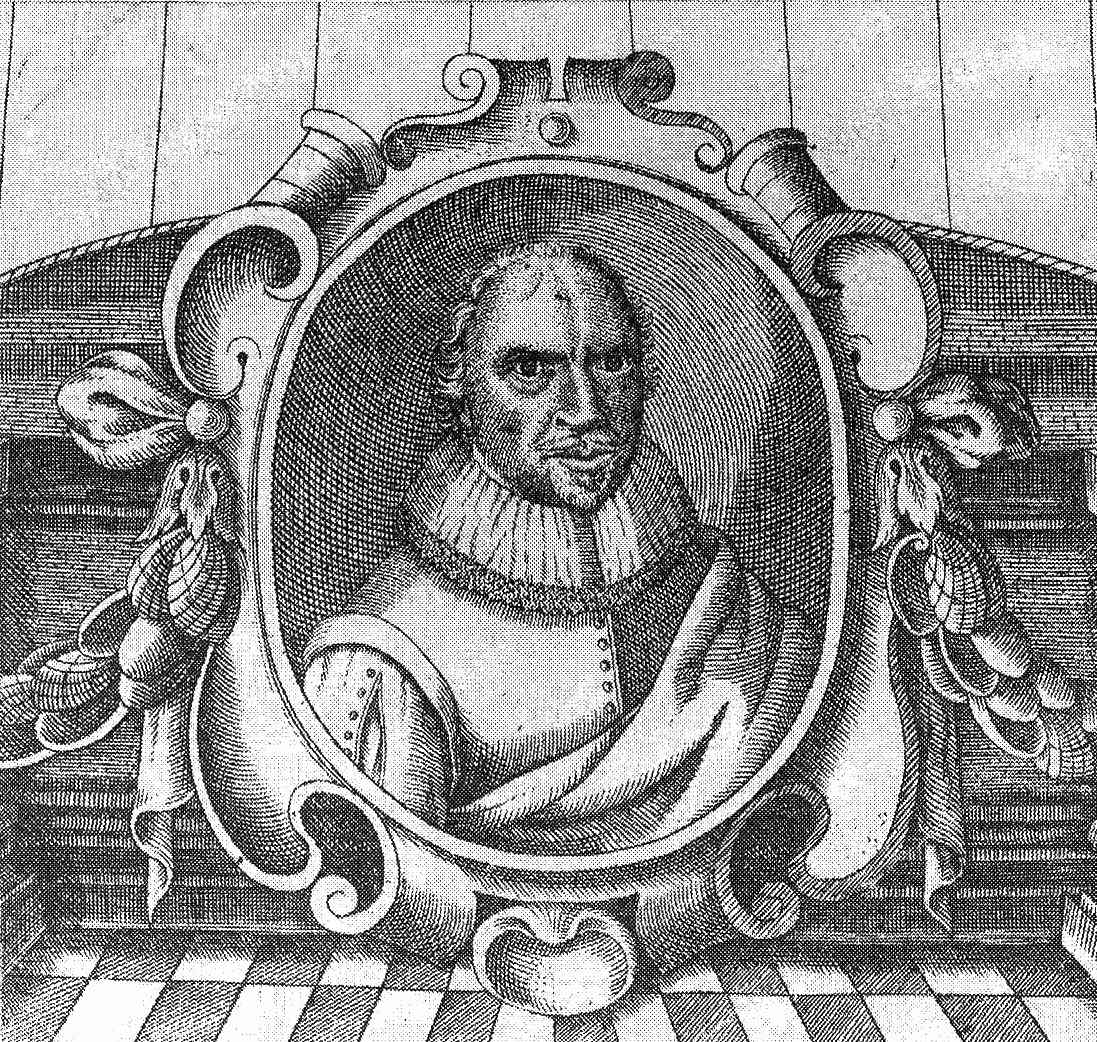
Porträt von John Taylor auf der Titelseite seiner Gedichte-Anthologie von 1630

John Taylor (* 24. August 1578 in Gloucester, England; † Dezember 1653 in London) war ein englischer Dichter. Er nannte sich selbst The Water Poet (der Wasser-Dichter).

## Biografie
John Taylor wurde am 24. August 1578 in Gloucester, England, geboren. Nach seiner Ausbildung zum Binnenschiffer auf der Themse diente er in der Flotte von Essex und war 1596 an der Eroberung von Cádiz beteiligt. Einen Großteil seines zivilen Lebens arbeitete er als Mitglied der Watermen, einer Gilde von Schiffsleuten, die Passagiere auf der Themse zu einer Zeit beförderten, als die London Bridge die einzige Verbindung zwischen den Stadtteilen darstellte. Er stieg in der Vereinigung auf und wurde schließlich Teil der oligarchisch organisierten Führungsspitze, indem er ihr als Sekretär diente. Seinen schriftlichen Werken ist es zu verdanken, dass die Geschichtsschreibung die Konflikte der Watermen kennt, die in den Jahren 1641 und 1642 eine Demokratisierung der Führung zum Ziel hatten.
Um seine Finanzen aufzubessern, schrieb er Gedichte und widmete sie gut situierten Stammgästen seiner Fähre. Darüber hinaus gelangte er durch seine von Außenstehenden als „verrückt“ bezeichneten Reisen zu großer Bekanntheit, die er anschließend in lebhaften Gedichten und Prosatexten beschrieb. Beispielsweise fuhr er in einem vollständig aus Papier hergestellten Boot mit Rudern aus an Holzstöcken befestigten Stockfischen von London nach Queenborough und ertrank bei diesem Versuch beinahe. Dieses Unternehmen wurde im Jahr 2006 vom Time Team wiederholt. In seinem Buch The Pennyless Pilgrimage beschreibt Taylor, wie er zu Fuß und ohne Geld von London nach Edinburgh in Schottland gereist ist.
1620 reiste er nach Prag und wurde dort von der Königin von Böhmen an ihren Hof eingeladen. Mit Beginn des englischen Bürgerkriegs 1642 zog Taylor nach Oxford und schrieb dort royalistische Pamphlete. Mit der Aufgabe der Stadt im Jahr 1645 kehrte er nach London zurück und betrieb dort eine Gaststätte namens The Crown bzw. später The Poet's Head.
Noch heute erinnert ein Restaurant namens The Water Poet in der Londoner Folgate Street an den Dichter.

## Literarisches Wirken

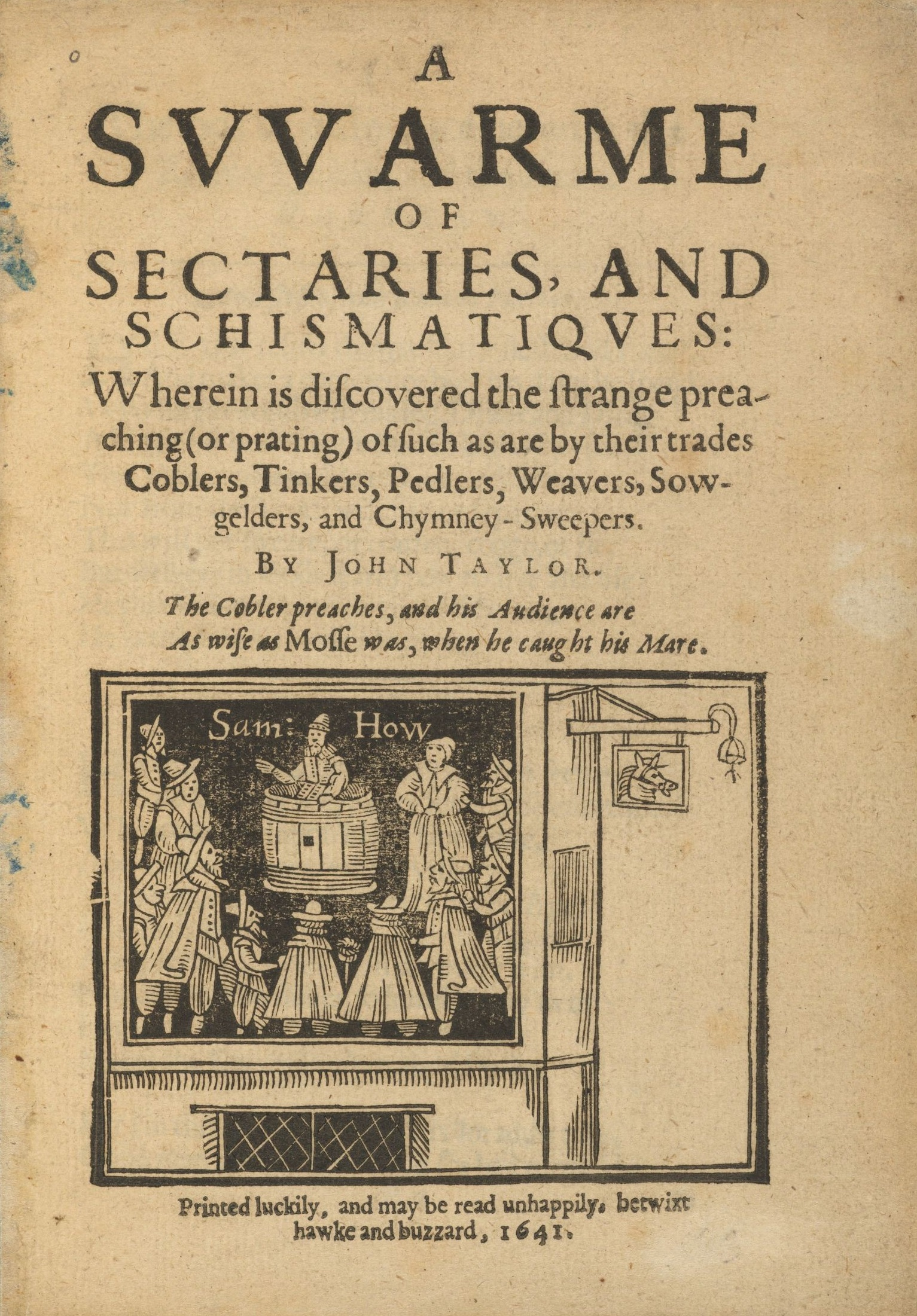
A Swarm of Sectaries, and Schismatiques, 1641

Taylor beschreibt die Konflikte bei den Watermen in seinen 1641 erschienenen Streitschriften Iohn Taylors Manifestation [...], To the Right Honorable Assembly [...] (Commons Petition) sowie in John Taylors Last Voyage and Adventure. Die Streitpunkte zwischen den Watermen und den Theatergesellschaften, welche die Aufführungsstätten im Jahr 1612 von der Süd- auf die Nordseite der Themse verlegt hatten, wodurch als Folge die Passagierzahlen der Fähren zurückgingen, sind Gegenstand von The True Cause of the Watermen's Suit Concerning Players, das er 1613 oder 1614 schrieb. Die Kutscher von London sind Thema seiner Werke An Errant Thief (1622) und The World Runnes on Wheeles (1623).
John Taylor war der erste Dichter, der den Tod von William Shakespeare und Francis Beaumont in einem gedruckten Werk thematisiert. Er schreibt in seinem 1620 verfassten Gedicht The Praise of Hemp-seed:
In paper, many a poet now survives

Or else their lines had perish’d with their lives.

Old Chaucer, Gower, and Sir Thomas More,

Sir Philip Sidney, who the laurel wore,

Spenser, and Shakespeare did in art excell,

Sir Edward Dyer, Greene, Nash, Daniel.

Sylvester, Beaumont, Sir John Harrington,

Forgetfulness their works would over run

But that in paper they immortally

Do live in spite of death, and cannot die.
John Taylor war ein sehr produktiver Verfasser und veröffentlichte über 150 Publikationen in seinem Leben. Viele davon sind in der Kompilation All the Workes of John Taylor the Water Poet zusammengetragen worden, und auch die Spenser Society veröffentlichte einen entsprechenden Sammelband. Obwohl seine Arbeiten nicht sonderlich anspruchsvoll waren, war er dennoch ein genauer Beobachter der Leute und Manieren des 17. Jahrhunderts, weshalb seine Gedichte auch heutzutage noch häufig von Sozialhistorikern analysiert werden. Ein gutes Beispiel dafür ist Taylor's Motto aus dem Jahr 1621, das eine Liste zeitgenössischer Kartenspiele und Unterhaltungsmöglichkeiten beinhaltet.
John Taylor ist einer der ersten Autoren, die ein echtes Palindrom geschrieben haben: „Lewd did I live, & evil I did dwel“ (1614), zu deutsch etwa „Unzüchtig habe ich gelebt und mich wirklich schlecht dabei benommen“. Er schrieb außerdem ein Gedicht über Thomas Parr, der angeblich 152 Jahre alt geworden ist. John Taylor ist ebenfalls der Erfinder der konstruierten Sprache Barmoodan.
Ein Großteil der Arbeiten von John Taylor wurde als Abonnement vertrieben, d. h., er bot ein Buch mit bestimmten Inhalten an und fragte so lange nach zahlungswilligen Interessenten, bis er eine ausreichende Zahl zur Kompensation der Druckkosten beisammen hatte. Er konnte mit dieser Methode im Jahr 1618 mehr als 1600 Abonnenten für sein Buch The Pennylesse Pilgrimage gewinnen. Diejenigen, die ihre abgeschlossene Verpflichtung zur Abnahme des Schriftstücks nicht einhielten, wurden im darauf folgenden Jahr in seiner Broschüre A Kicksey Winsey, or, A Lerry Come-Twang kräftig gescholten:
By wondrous accident perchance one may

Grope out a needle in a load of hay;

And though a white crow be exceedingly rare,

A blind man may, by fortune, catch a hare.